# Meir Yitzhak Halevi
Meir Yitzhak Halevi (hebreo: מאיר יצחק - הלוי, Jerusalén, 1953) es un político israelí, quien actualmente se desempeña como alcalde de Eilat.
Halevi es de origen yemení, ya que su abuelo era el rabino jefe de Yemen.
Se trasladó a Eilat en 1978 y dirigió el centro de la comunidad y de la dirección del centro de la ciudad. Lo eligieron al consejo de la ciudad en 1993 y se postuló sin éxito para alcalde en 1998. Entre 1998 y 2003, se desempeñó como jefe de la oposición en el Consejo. Ganó las elecciones municipales de 2003, después de la formación de Kadima, Halevi se unió al nuevo partido. En las elecciones de 2008, obtuvo el 50% de los votos para mantener la oficina. Con la creación del partido Kadima, Halevi fue parte del grupo de alcaldes que abandonaron el Likud a favor del frente. Fue uno de los iniciadores del proyecto nacional "Ciudad sin Violencia", cuyo éxito es controvertido. Entre otras cosas, Halevi presionó y condujo a cerrar los barcos casino en el paseo marítimo de Eilat, a evacuar a vendedores piratas y reducir la prostitución y la trata de mujeres en Eilat. Tras las amenazas de muerte y un incidente en el que se lanzó una granada en su casa, ahora Yitzhak Halevi tiene seguridad personal.
En las elecciones municipales de noviembre de 2008, Yitzhak Halevi compitió con dos exalcaldes, Gabi Kadosh y Rafi Hojman y otro partidario del Likud, Robert Sibony, y ganó con una abrumadora mayoría de cerca del 50 por ciento de los votos.